# 누워 있는 소
《누워 있는 소》(영어: Lying Cow)는 빈센트 반 고흐가 헤이그에 살고 있을 때인 1882년 또는 1883년경에 그린 유화이다.

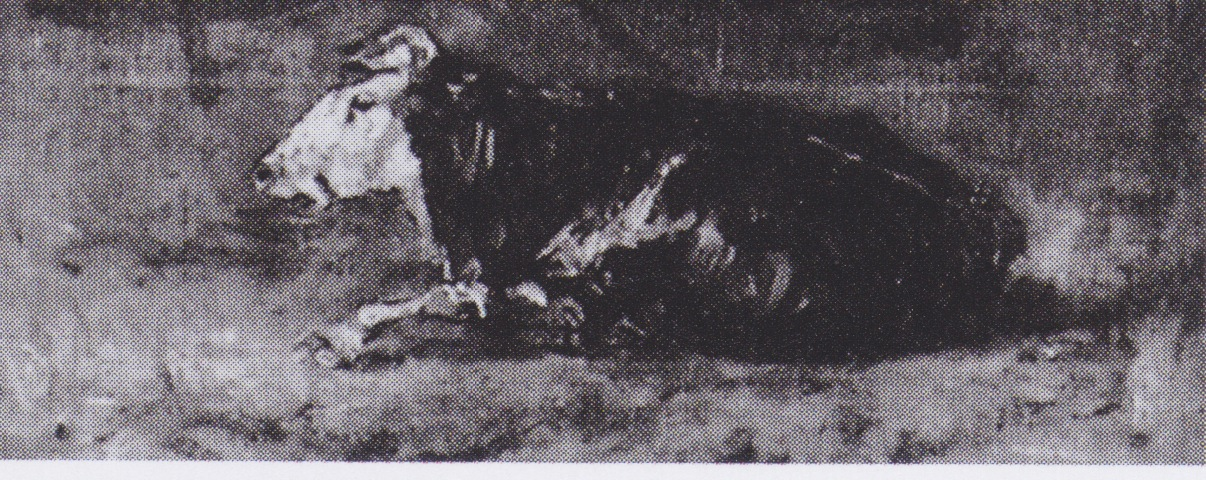
《누워 있는 소》, 1883년, 높이: 19 cm, 너비: 47.3 cm, 캔버스에 유채

네덜란드의 미술사학자 야콥바트 드 라 파이유는 그의 연구를 바탕으로 한 1970년 카탈로그 레존네를 통해 이 작품이 그려진 연도가 1882년일 것으로 추정했다. 그러나 얀 휠스커는 이 작품이 고흐가 1883년 8월에 그린 그림인 《초원의 소들》과 연관이 있을 것이라고 생각하여 이 작품의 제작 연도를 《초원의 소들》의 제작 날짜와 같은 1883년 8월로 추정하였는데, 이는 반 고흐가 그의 애인 시엔 호르니크와 헤어지고 드렌터로 떠나기 직전에 그렸기 때문이다.
이 작품은 2008년 6월 신인상주의 화가인 조르주 쇠라(1859∼1891년)의 손자인 미술 평론가 장 피에르 쇠라가 대한민국의 한 경매에 내놓아 29억 5천만원에 낙찰되었다.